# Clube Municipal Ananindeua
O Clube Municipal Ananindeua foi um clube brasileiro de futebol da cidade de Ananindeua, no estado do Pará.

## História
Fundado no dia 3 de janeiro de 1978, o Ananindeua disputou o Campeonato Paraense pela primeira vez em 1997, após vencer a Segunda Divisão estadual (também conhecida como segundinha), tendo como treinador Nélio Pereira. O clube ficou em sétimo lugar na classificação geral da Primeira Divisão, com 13 pontos (2 a mais que o segundo clube rebaixado, o Pinheirense). Não disputou nenhum torneio oficial em 1998 e voltou no ano seguinte.
Para o Estadual de 1999, a Tartaruga mandou suas partidas em Belém. Com apenas um ponto ganho, a agremiação foi rebaixada à Segunda Divisão de 2000, que teve o Pedreira como vencedor. Na edição seguinte, obteve o acesso juntamente com o Vila Rica. Em sua volta ao primeiro escalão do futebol paraense, o Ananindeua apostou nos veteranos Ageu Sabiá, Dema e Nildo como seus principais jogadores de um elenco que teve como técnico Agnaldo de Jesus (ex-volante do Remo). Terminou em quarto lugar, atrás apenas dos 3 maiores clubes de Belém (Paysandu, Remo e Tuna Luso).
Seu melhor desempenho na Primeira Divisão foi em 2006, quando foi vice-campeão - reverteu a derrota no jogo de ida contra o Paysandu, mas perdeu na decisão por pênaltis (4 a 1 para o Papão), e teve ainda o artilheiro da competição (Marçal, com 10 gols - empatado com Balão, do Paysandu).
O clube ainda ficou em terceiro na edição de 2007, e desde então fez apenas campanhas medianas. A última participação foi em 2011, quando foi "rebaixado" para a primeira fase do Parazão do ano seguinte. Depois de ficar em sétimo entre 8 clubes na Taça ACLEP, o Ananindeua caiu juntamente com o Sport Belém para a Segunda Divisão paraense, onde participaria no mesmo ano e ficou na terceira posição.
A última participação da Tartaruga foi na Segunda Divisão de 2014, jogando suas partidas como mandante no Estádio Maximino Porpino Filho (também conhecido como Modelão), em Castanhal. A campanha foi abaixo do esperado, tendo ficado em sexto lugar entre 8 clubes. Desde então, permanece inativo no futebol profissional.

## Estádio próprio e mando de campo
O Ananindeua nunca teve um estádio próprio, tendo que mandar os jogos principalmente em Belém (na capital paraense, utilizou os estádios Mangueirão, Curuzu, Baenão e Francisco Vasques). Usou ainda o Estádio Edilson Abreu (Abreuzão), em Santa Izabel do Pará, no Campeonato Paraense de 2010 e o Estádio Maximimo Porpino Filho (Modelão) em Castanhal na segunda divisão estadual de 2014.[carece de fontes?]
Durante a passagem de Helder Barbalho como prefeito do município, um estádio com capacidade para 25 mil lugares localizado no bairro do Paar nunca foi concluído para a realização dos jogos da equipe na sua própria cidade.

## Títulos

### Estaduais
| ESTADUAIS | ESTADUAIS                        | ESTADUAIS | ESTADUAIS  |
|           | Competição                       | Títulos   | Temporadas |
|           | Taça Estado do Pará              | 1         | 2006       |
|           | Campeonato Paraense - 2ª Divisão | 1         | 1996       |
| --------- | -------------------------------- | --------- | ---------- |

### Destaques
- Vice-Campeonato Paraense: 1 (2006)
- Vice-Campeonato Paraense - 2ª Divisão: 1 (2001)

### Categorias de Base
| ESTADUAIS | ESTADUAIS                    | ESTADUAIS | ESTADUAIS  |
|           | Competição                   | Títulos   | Temporadas |
| Pará      | Campeonato Paraense - Sub-20 | 1         | 2005       |
| --------- | ---------------------------- | --------- | ---------- |